# Anopheles soalalaensis
Anopheles soalalaensis är en tvåvingeart som beskrevs av Alexis Grjebine 1953. Anopheles soalalaensis ingår i släktet Anopheles och familjen stickmyggor.
Artens utbredningsområde är Madagaskar. Inga underarter finns listade i Catalogue of Life.